# Football Club Hellas Verona 1926-1927
Questa pagina raccoglie i dati riguardanti il Football Club Hellas Verona nelle competizioni ufficiali della stagione 1926-1927.

## Rosa
| N. |                   | Ruolo | Calciatore          |
| -- | ----------------- | ----- | ------------------- |
| -  | Italia (bandiera) | P     | Guido Masetti       |
| -  | Italia (bandiera) | P     | Sergio Cavalleri II |
| -  | Italia (bandiera) | D     | Giulio Carra        |
| -  | Italia (bandiera) | D     | Renato Castiglioni  |
| -  | Italia (bandiera) | D     | Mariano Castellani  |
| -  | Italia (bandiera) | D     | Eldo Cavalleri      |
| -  | Italia (bandiera) | D     | Attilio Garonzi     |
| -  | Italia (bandiera) | D     | Bonifacio Zuppini   |
| -  | Italia (bandiera) | C     | Alfredo Beghelli    |
| -  | Italia (bandiera) | C     | Guido Bosio         |
| -  | Italia (bandiera) | C     | Dino Cavalleri      |
| -  | Italia (bandiera) | C     | Umberto Diamantini  |

| N. |                     | Ruolo | Calciatore         |
| -- | ------------------- | ----- | ------------------ |
| -  | Italia (bandiera)   | C     | Bruno Panonzini    |
| -  | Ungheria (bandiera) | C     | Aleksandar Peics   |
| -  | Italia (bandiera)   | C     | Luigi Tommasi      |
| -  | Italia (bandiera)   | A     | Egidio Chiecchi    |
| -  | Italia (bandiera)   | A     | Giovanni Chiecchi  |
| -  | Italia (bandiera)   | A     | Giovanni Cipriani  |
| -  | Italia (bandiera)   | A     | Amedeo Corsi       |
| -  | Italia (bandiera)   | A     | Arnaldo Morandi    |
| -  | Brasile (bandiera)  | A     | Arnaldo Porta      |
| -  | Italia (bandiera)   | A     | Almerigo Recchia   |
| -  | Italia (bandiera)   | A     | Rinaldo Salgarelli |